# أغنيس تريفا
أغنيس تريفا (بالمجرية: Triffa Ágnes)‏ مواليد 18 يناير 1987 في المجر، هي لاعبة كرة يد مجرية. مثلت منتخب المجر لكرة اليد للسيدات.

## سجل المنافسة
شاركت في البطولات التالية:
- بطولة العالم لكرة اليد للسيدات 2009

## روابط خارجية
- أغنيس تريفا على موقع الاتحاد الأوروبي لكرة اليد (الإنجليزية)